# Vũ Dương
Vũ Dương (chữ Hán: 武暘, 1472 - ?), có sách chép là Vũ Tích, người làng Man Nhuế, huyện Thanh Lâm, thừa tuyên Hải Dương (nay thuộc thôn Mạn Nhuế, thị trấn Nam Sách (xã Thanh Lâm cũ), huyện Nam Sách, tỉnh Hải Dương). Đỗ Trạng nguyên khoa Quý Sửu, niên hiệu Hồng Đức thứ 24 (1493). Làm quan đến Hàn lâm Thị thư, đi sứ Trung Quốc, được thăng chức thượng thư bộ Công và được phong tước Hầu. Ông có tham gia nhóm Tao đàn Nhị thập bát Tú của Lê Thánh Tông.